# Brent Renaud
Brent Anthony Renaud (Memphis, 13 d'octubre de 1971 - Irpiny, Ucraïna, 13 de març de 2022) va ser un periodista, documentalista i fotoperiodista nord-americà. Renaud va treballar amb el seu germà Craig per produir pel·lícules per a mitjans com HBO i Vice News, i va ser col·laborador del The New York Times. Va ser assassinat el 13 de març de 2022 per soldats russos mentre cobria la invasió russa d'Ucraïna en un suburbi prop de Kíev.

## Trajectòria
Renaud va néixer el 13 d'octubre de 1971 a Memphis, Tennessee, i es va criar a Little Rock, Arkansas. La seva mare, Georgann Freasier, era treballadora social i el seu pare, Louis Renaud, era venedor.
Va viure i treballar a Little Rock i a la ciutat de Nova York. En col·laboració amb el seu germà Craig, Brent Renaud va produir una sèrie de pel·lícules i programes de televisió, principalment centrats en històries humanístiques dels indrets més populars del món. Del 2004 al 2005, els germans Renaud van filmar la sèrie de Discovery Channel "Off to War". Va informar sobre els reservistes d'Arkansas en el conflicte iraquià i les seves famílies.
Els germans també van cobrir les guerres a l'Iraq i l'Afganistan, el terratrèmol de 2010 a Haití, les crisis polítiques a Egipte i Líbia, els conflictes a l'Àfrica, la guerra contra el narcotràfic a Mèxic i la crisi dels refugiats a Amèrica Central. Van guanyar diversos premis en televisió i periodisme, inclòs un Peabody del 2015 per la seva sèrie de vídeos "Last Chance High". Els germans van dirigir el documental Meth Storm, estrenat el 2017 per HBO Documentary Films. El 2019, Renaud va ser nomenat professor visitant a la Universitat d'Arkansas. Renaud va rebre una beca Nieman del 2019. Juntament amb el seu germà, va ser beneficiari del Centre Pulitzer; i també van fundar el Little Rock Film Festival.

## Mort
Renaud va ser assassinat a trets per soldats russos a Irpin, província de Kíev, Ucraïna, mentre cobria la invasió russa d'Ucraïna el 2022. Dos periodistes més van resultar ferits i traslladats a un hospital. Un d'ells, Juan Arredondo, va tuitejar després que el grup de periodistes filmava civils que estaven essent evacuats per un dels ponts d'Irpin, quan els soldats russos els van apuntar i van disparar a Renaud al coll.
Dies després, l'embaixador rus davant l'ONU, Vasili Nebenzia, va assegurar que Brent Renaud "no era periodista" i que qui l'havia abatut van ser les forces d'Ucraïna. Renaud no treballava per The New York Times, malgrat que portava un carnet de premsa d'aquest mitjà, però sí que ho feia per la revista Time, segons va informar la mateixa publicació, que va detallar que ho feia servint-los imatges de refugiats.
Va ser la primera mort denunciada d'un periodista estranger a la guerra d'Ucraïna del 2022.

## Filmografia
- Warrior Champions: From Bagdad to Beijing, pel·lícula documental del 2009 dirigida per Brent i Craig Renaud.[16]